# Arthur Longo
Pour les articles homonymes, voir Longo.
Arthur Longo né le 21 juillet 1988 à Grenoble en France, est un snowboardeur français.

## Biographie
Arthur Longo demeure à Chamonix. Il débute en Coupe du monde en octobre 2004, à l'occasion du Halfpipe de Saas-Fee. 
Il est licencié au club des Deux Alpes.

## Palmarès
- 1999 : champion de France de halfpipe poussin
- 2007 : vainqueur du O'Neill Pro à Avoriaz (TTR)
- 2007 : élu Étoile du sport
- 2008 : vainqueur du Mathieu Crepel Invitational
- 2009 : vainqueur du champ Open de Davos en slopestyle (TTR)
- 2009 : vainqueur de l'Arctic Challenge à Oslo (TTR)
- 2010 : vainqueur de la coupe du monde de halfpipe à Calgary (FIS)
- 2010 : 19e en halfpipe aux Jeux olympiques d'hiver de 2010
- 2011 : 3e de la manche de coupe du monde de halfpipe à Bardonèche
- 2011 : 3e du classement général de la Coupe du monde de halfpipe
- 2013 : 2e du superpipe aux Winter X games de Tignes
- 2013 : champion de France de halfpipe
- 2014 : éliminé en demi-finales aux Jeux olympiques de Sotchi

## Films/Productions
- 2008 : Yeah Love
- 2010 : Hooked - Pirate production
- 2012 : Unique 8 - Pirate productions
- 2013 : Distorted reality - Pirate productions